# Moviment Sumar
|  | No s'ha de confondre amb Sumar (coalició). |

Moviment Sumar és un moviment social i polític espanyol impulsat per Yolanda Díaz Pérez.
Va ser presentat oficialment el 18 de maig de 2022. El moviment pretenia concòrrer a les eleccions generals espanyoles. L'alcaldessa de Barcelona, Ada Colau, forma part del moviment. El 31 de maig de 2023, després que s'anunciés l'avançament electoral a Espanya, es va registrar la formació com a partit polític al registre del Ministeri d'Interior d'Espanya amb el nom Moviment Sumar.

## Història

### Orígens
A principis de 2022, algunes decisions de Podem no tenien el suport de Díaz, motiu pel qual va decidir allunyar-se'n. El 13 de novembre d'aquell mateix any, Díaz i altres líders polítiques com Mónica Oltra, Ada Colau, Fátima Hamed i Mónica García es van reunir a València per parlar de “les altres polítiques”.

### Eleccions generals espanyoles de 2023
La presentació oficial de Sumar es va fer a Madrid, el 2 d'abril de 2023. El 9 de juny de 2023 Sumar va anunciar un acord electoral amb partits d'esquerra per a presentar-se conjuntament a les Eleccions generals del 23 de juliol amb Podem, Esquerra Unida, Catalunya en Comú, Compromís, Més per Menorca, Més per Mallorca, Verdes Equo, Chunta Aragonesista, Més País, Més Madrid, Batzarre, Projecte Drago, Izquierda Asturiana i Iniciativa del Poble Andalús.
Va formar part d'un nou govern de coalició amb el PSOE en la XV Legislatura Espanyola amb tres ministres i dos més de la coalició, deixant fora de l'Executiu a Podem, que va passar al grup mixt.

### Consolidació de l'organització, assemblea fundacional
El gener de 2024 es va anunciar la direcció ampliada, formada per l'executiva i un “grup promotor” format per 82 persones. S'hi incorporen membres de Moviment Sumar, Catalunya en Comú, Més Madrid, Esquerra Unida i Verdes Equo. Altres partits com Podem o Compromís van declinar participar de la nova formació. L'assemblea fundacional que va consolidar l'estructura de l'organització va tenir lloc el 23 de març de 2024 a la Nave Boetticher de Villaverde, confirmant el lideratge de Yolanda Díaz i la presidència a Marta Lois.
A les eleccions al Parlament de Catalunya de 2024 Comuns Sumar va obtenir 180.528 vots, el 5,81% i 6 escons, dos menys dels que va obtenir En Comú Podem-Podem en Comú a les eleccions al Parlament de Catalunya de 2021, i després que a les eleccions al Parlament Europeu de 2024 la coalició Sumar va quedar frec a frec amb Podem a tot l'Estat, obtenint tres escons, el 10 de juny Yolanda Díaz va presentar la dimissió com a líder de Sumar, sent nomenada el 13 de juny una direcció col·legiada formada per Lara Hernández, Elizabeth Duval, Rosa Martínez i Txema Guijarro.

### Reorganització
Després de les dimissions de Yolanda Díaz i Iñigo Errejon, El 29 i 30 de març de 2025 la segona asamblea preveia la possible consolidació del model de direcció compartida sense liderat individual específic, però l'assemblea va escollir Lara Hernández i Carlos Martín Urriza com a coordinadors generals i Yolanda Díaz seguirà en la direcció.

## Resultats electorals
| Eleccions al Parlament Europeu | Eleccions al Parlament Europeu | Eleccions al Parlament Europeu | Eleccions al Parlament Europeu | Eleccions al Parlament Europeu | Eleccions al Parlament Europeu | Eleccions al Parlament Europeu | Eleccions al Parlament Europeu | Eleccions al Parlament Europeu |
| Any                            | Candidat                       | Vots                           | +/–                            | %                              | +/–                            | Escons                         | +/–                            |                                |
| ------------------------------ | ------------------------------ | ------------------------------ | ------------------------------ | ------------------------------ | ------------------------------ | ------------------------------ | ------------------------------ | ------------------------------ |
| 2024                           | Estrella Galán Pérez           | 811.545                        | N/D                            | 4,65                           | N/D                            | 3 / 61                         | N/D                            |                                |